# Francis W. Pickens
Francis Wilkinson Pickens (1805/1807–25 de janeiro de 1869) foi um político que serviu como governador da Carolina do Sul quando este estado se tornou o primeiro a se separar dos Estados Unidos. Primo do Senador John C. Calhoun, nasceu na classe plantador do Sul. Membro do Partido Democrata, Pickens tornou-se um ardente defensor da nulificação das tarifas federais quando serviu na Câmara dos Representantes da Carolina do Sul antes de ser eleito para a Câmara dos Representantes dos Estados Unidos.
Como governador estadual durante a crise de Fort Sumter, ele sancionou a decisão de disparar contra um navio que trazia suprimentos para a guarnição do Exército dos Estados Unidos sitiada, e ao bombardeio do forte. Após a guerra, Pickens introduziu a moção para revogar a Portaria de Secessão da Carolina do Sul, um breve discurso recebido em silêncio, em notável contraste com a alegria que inicialmente saudou a Portaria.

## Início de vida e carreira
Pickens nasceu em Togadoo, Paróquia de St Paul, no Condado de Colleton, Carolina do Sul. Sua data de nascimento exata varia dependendo da fonte. Algumas indicam 7 de abril de 1805; outras indicam 7 de abril de 1807. A lápide de Pickens usa a data de 1807. Ele era filho do ex-Gov. Andrew Pickens e neto do Gen. Andrew Pickens, um soldado da Revolução Americana na Batalha de Cowpens e ex-Congressista. Sua mãe era Susannah Smith Wilkinson. Um primo de sua avó era o Senador da Carolina do Sul John C. Calhoun. Ele também era primo de Floride Calhoun, esposa de Calhoun e sobrinha de seu avô. Seu genro foi o General Confederado e Senador dos EUA Matthew C. Butler, filho do congressista William Butler (1790-1850); neto do congressista William Butler e sobrinho do Senador Andrew Butler.
Pickens era rico. De acordo com o censo de 1860, ele possuía $ 45 400 em bens imóveis (o equivalente a aproximadamente $1 247 000 hoje) e $ 244 206 em propriedade pessoal (cerca de $ 6 768 000 hoje). Ele também possuía 276 escravos. Pickens foi educado no Franklin College (agora parte da Universidade da Geórgia) em Athens, Geórgia, e no South Carolina College em Columbia. Foi admitido na ordem dos advogados em 1829, no mesmo ano em que construiu "Edgewood", uma mansão em Edgefield. Ingressou no Partido Democrata e serviu na câmara de representantes da Carolina do Sul de 1832 a 1834, onde foi um ardente defensor da nulificação. Como presidente de um subcomitê, apresentou um relatório negando o direito do Congresso de exercer qualquer controle sobre os estados.
Pickens serviu no Congresso como representante da Carolina do Sul de 1834 até 1843. Foi membro do senado estadual da Carolina do Sul de 1844 até 1846. Ele recebeu a oferta do cargo de Ministro na Inglaterra pelo Presidente James K. Polk, e a de Ministro na França pelo Presidente John Tyler, mas recusou esses postos diplomáticos. Serviu como delegado na Convenção de Nashville em 1850. Duas vezes viúvo, casou-se com Lucy Petway Holcombe (1832–1899) em 26 de abril de 1856, e em 1859 ela deu à luz Douschka Pickens. Durante a presidência de James Buchanan, Pickens foi Ministro na Rússia de 1858 a 1860, onde ele e sua esposa foram apadrinhados pelo Czar Alexandre II.

## Guerra Civil Americana

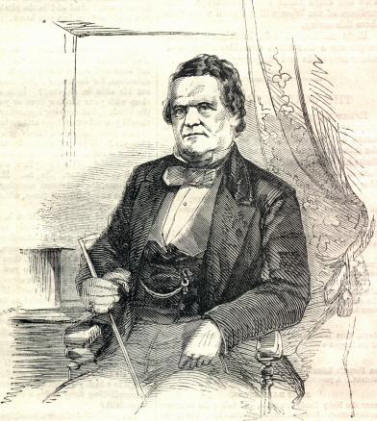
Governador eleito Francis W. Pickens em 1860 (do Harper's Weekly)

Sob sua administração como Governador da Carolina do Sul (1860–1862), o estado se separou e exigiu a rendição dos fortes Federais no porto de Charleston. Ele defendeu fortemente a secessão dos estados do Sul mas não assinou a portaria de secessão da Carolina do Sul, como comumente se relata. Protestou contra a remoção do Major Robert Anderson do Fort Moultrie para Fort Sumter, e ofereceu-se para adquirir o forte dos Estados Unidos como parte de um acordo equitativo dos ativos e dívidas do que Pickens considerava ser uma união federal agora dissolvida.
Em 9 de janeiro de 1861, o Governador Pickens sancionou o disparo contra o navio de socorro Star of the West, que estava trazendo suprimentos para a guarnição sitiada de Anderson. Em uma carta datada de 12 de janeiro de 1861, Pickens exigiu do Presidente Buchanan que ele entregasse Fort Sumter porque "Considero que essa posse não é consistente com a dignidade ou segurança do Estado da Carolina do Sul".
Ele também aprovou o subsequente bombardeio de Fort Sumter. Permaneceu um fervoroso defensor dos direitos dos estados. Em 9 de dezembro de 1862, Pickens deixou silenciosamente o governo e retornou à sua casa em Edgefield, onde permaneceu durante a guerra.

## Vida posterior
Pickens foi membro da convenção constitucional da Carolina do Sul convocada em setembro de 1865, logo após o final da Guerra Civil. Ele foi um dos mais de 100 representantes de todo o estado, muitos deles oriundos da nata da sociedade da Carolina do Sul. Durante a convenção, Pickens introduziu uma moção para revogar a Portaria de Secessão. Foi quase impressionantemente breve, de acordo com os procedimentos registrados pelo Charleston Courier:
"Nós, os Delegados do Povo do Estado da Carolina do Sul, reunidos em Convenção Geral, Ordenamos: Que a portaria aprovada em convenção, em 20 de dezembro de 1860, retirando este Estado da União Federal, seja e é pela presente revogada."
Segundo o New York Times: "A passagem foi recebida em silêncio – sugestivamente impressionante quando alguém lembrava com que aplauso dramático a ordenança de secessão foi proclamada aprovada."
A moção foi aprovada por 105–3, com os únicos votos contrários vindos de três delegados do Distrito de Barnwell: A.P. Aldrich, J.J. Brabham e J.M. Whetstone. Pickens aconselhou contra a inação, segundo o historiador Francis Butler Simkins.
"Não cabe à Carolina do Sul vaporizar ou inchar ou se pavonear ou se gabar ou blefar ou ameaçar ou se exibir", disse Pickens. " ... Ela nos ordena curar suas feridas e derramar o óleo da paz."
Pickens morreu em Edgefield, Carolina do Sul, e foi sepultado no Cemitério Willow Brook em Edgefield.